# Diocesi di Scilio
La diocesi di Scilio (in latino Dioecesis Scilitana) è una sede soppressa e sede titolare della Chiesa cattolica.

## Storia
Scilio, nell'odierna Tunisia, è un'antica sede episcopale della provincia romana dell'Africa Proconsolare, suffraganea dell'arcidiocesi di Cartagine.
Scilio (o Scilla) era una città nei pressi di Cartagine. Essa diede i natali ai martiri scillitani, che subirono il martirio nella seconda metà del II secolo. Alcuni discorsi di sant'Agostino furono tenuti nel giorno celebrativo del loro martirio.
Sono tre i vescovi documentati di questa diocesi. Alla conferenza di Cartagine del 411, che vide riuniti assieme i vescovi cattolici e donatisti dell'Africa romana, presero parte il cattolico Squillace e il donatista Donato. Pariatore intervenne al concilio antimonotelita di Cartagine del 646.
La diocesi è probabilmente ancora menzionata nella Notitia Episcopatuum redatta dall'imperatore bizantino Leone VI (886-912).
Scilio è annoverata tra le sedi vescovili titolari della Chiesa cattolica; dal 29 novembre 2013 il vescovo titolare è Juryj Kasabucki, vescovo ausiliare di Minsk-Mahilëŭ.

## Cronotassi

### Vescovi
- Squillace † (menzionato nel 411)
  - Donato † (menzionato nel 411) (vescovo donatista)
- Pariatore † (menzionato nel 646)

### Vescovi titolari
- Edmond Francis Prendergast † (5 dicembre 1896 - 29 maggio 1911 nominato arcivescovo di Filadelfia)
- Ramiro Fernández y Balbuena † (7 luglio 1911 - 3 marzo 1922 deceduto)
- Benjamin Joseph Keiley † (18 marzo 1922 - 17 giugno 1925 deceduto)
- Michal Bubnič † (31 ottobre 1925 - 19 luglio 1939 nominato vescovo di Rožňava)
- Joseph Sak, S.D.B. † (14 novembre 1939 - 15 marzo 1946 deceduto)
- João Batista Costa, S.D.B. † (1º ottobre 1946 - 26 maggio 1978 dimesso[2])
- Pedro de Guzman Magugat, M.S.C. † (23 aprile 1979 - 22 aprile 1985 nominato vescovo di Urdaneta)
- Óscar Mario Brown Jiménez (30 dicembre 1985 - 17 dicembre 1994 nominato vescovo di Santiago de Veraguas)
- Edward Janiak † (26 ottobre 1996 - 21 luglio 2012 nominato vescovo di Kalisz)
- Juryj Kasabucki, dal 29 novembre 2013